# قائمة حلقات أوفرلورد
أوڤرلورد (オーバーロード (Overlord)) هي سلسلة روايات خفيفة يابانية يكتبها كوگانيه ماروياما، بدأ إصدارها عبر الشبكة في 2010. تم اقتباس مانگا من السلسلة من رسم وكتابة ساتوشي أوشيو منذ 26 نوفمبر 2014. تم اقتباس مسلسل أنمي من قِبَل إستديو مادهاوس وبدأ عرضه ابتداءً من 7 يوليو 2015، وعُرض الموسمين الثاني والثالث منه في 2018، على أن يعرض موسمه الرابع في 2022.

## نظرة عامة
| الموسم | الحلقات | الحلقات | الأصلي        | الأصلي         |
| الموسم | الحلقات | الحلقات | الأول         | الأخير         |
| ------ | ------- | ------- | ------------- | -------------- |
| 1      | 13      | 13      | 5 يوليو 2015  | 25 سبتمبر 2015 |
| 2      | 13      | 13      | 10 يناير 2018 | 4 أبريل 2018   |
| 3      | 13      | 13      | 11 يوليو 2018 | 2 أكتوبر 2018  |
| 4      | سيُعلن   | سيُعلن   | 2022          | TBD            |

## الموسم الأول
| الرقم | العنوان                                       | تاريخ العرض الأصلي |
| ----- | --------------------------------------------- | ------------------ |
| 1     | «نهاية وبداية» (終わりと始まり)               | 7 تموز 2015        |
| 2     | «حُرَّاس الطبقات» (階層守護者)                   | 14 تموز 2015       |
| 3     | «معركة قرية كارنيه» (カルネ村の戦い)          | 21 تموز 2015       |
| 4     | «حاكم الموت» (死の支配者)                     | 28 تموز 2015       |
| 5     | «مُغامران» (二人の冒険者)                      | 4 آب 2015          |
| 6     | «رحلة» (旅路)                                 | 11 آب 2015         |
| 7     | «ملك الغابة الحكيم» (森の賢王)                | 18 آب 2015         |
| 8     | «سَيْفا الموت القاطع التوأم» (死を切り裂く双剣) | 25 آب 2015         |
| 9     | «المحارب المظلم» (漆黒の戦士)                 | 1 أيلول 2015       |
| 10    | «مصاصة دماء حقيقية» (真祖)                    | 8 أيلول 2015       |
| 11    | «سوء فهم وفهم» (混乱と把握)                   | 15 أيلول 2015      |
| 12    | «ڤالكيري الدم» (鮮血の戦乙女)                 | 22 أيلول 2015      |
| 13    | «PVN» (PVN)                                   | 29 أيلول 2015      |

## الموسم الثاني
| الرقم | # في الموسم | العنوان                                             | تاريخ العرض الأصلي   |
| ----- | ----------- | --------------------------------------------------- | -------------------- |
| 14    | 1           | «فجر اليأس» (絶望の幕開け)                          | 10 كانون الثاني 2018 |
| 15    | 2           | «رحيل» (旅立ち)                                     | 17 كانون الثاني 2018 |
| 16    | 3           | «تجمع، لزردمن» (集う、蜥蜴人)                       | 24 كانون الثاني 2018 |
| 17    | 4           | «جيش الموت» (死の軍勢)                              | 31 كانون الثاني 2018 |
| 18    | 5           | «إله التجميد» (氷結の武神)                          | 7 شباط 2018          |
| 19    | 6           | «الذين يَحملون، الذين يُحملون» (拾う者、拾われる者)   | 14 شباط 2018         |
| 20    | 7           | «ورود زرقاء» (蒼の薔薇)                             | 21 شباط 2018         |
| 21    | 8           | «مشاعر فتى» (少年の思い)                            | 28 شباط 2018         |
| 22    | 9           | «شرارات نار محلقة» (舞い上がる火の粉)               | 7 آذار 2018          |
| 23    | 10          | «الاضطرابات تبدأ في العاصمة الملكية» (王都動乱序章) | 14 آذار 2018         |
| 24    | 11          | «يلداباوث» (ヤルダバオト)                           | 21 آذار 2018         |
| 25    | 12          | «معركة الاضطرابات الأخيرة» (動乱最終決戦)           | 28 آذار 2018         |
| 26    | 13          | «الورقة الرابحة العظمى» (最強最高の切り札)          | 4 نيسان 2018         |

## الموسم الثالث
| الرقم | # في الموسم | العنوان                                                         | تاريخ العرض الأصلي |
| ----- | ----------- | --------------------------------------------------------------- | ------------------ |
| 27    | 1           | «ملنخوليا قائد» (支配者の憂鬱)                                  | 11 تموز 2018       |
| 28    | 2           | «قرية كارنيه مرة أخرى» (カルネ村再び)                           | 18 تموز 2018       |
| 29    | 3           | «اهتياج إێنري والأيام العصيبة» (エンリの激動かつ慌ただしい日々) | 25 تموز 2018       |
| 30    | 4           | «عملاق الشرق، ثعبان الغرب الشيطاني» (東の巨人、西の魔蛇)        | 1 آب 2018          |
| 31    | 5           | «قائدان» (二人の指導者)                                         | 8 آب 2018          |
| 32    | 6           | «دعوة إلى الموت» (死出への誘い)                                 | 15 آب 2018         |
| 33    | 7           | «فراشة عالقة في شبكة عنكبوت» (蜘蛛に絡められる蝶)               | 22 آب 2018         |
| 34    | 8           | «حفنة أمل» (一握りの希望)                                       | 28 آب 2018         |
| 35    | 9           | «حرب كلمات» (舌戦)                                              | 4 أيلول 2018       |
| 36    | 10          | «استعدادات للحرب» (戦争準備)                                    | 11 أيلول 2018      |
| 37    | 11          | «معركة أخرى» (もう一つの戦い)                                   | 18 أيلول 2018      |
| 38    | 12          | «مجزرة» (大虐殺)                                                | 25 أيلول 2018      |
| 39    | 13          | «PVP» (PVP)                                                     | 2 تشرين الأول 2018 |

## الموسم الرابع
| الرقم | # في الموسم | العنوان     | تاريخ العرض الأصلي |
| ----- | ----------- | ----------- | ------------------ |
| 40    | 1           | «TBA» (TBA) | 2022               |

## الأوفا
| الرقم | العنوان                                                                                  | تاريخ العرض الأصلي |
| ----- | ---------------------------------------------------------------------------------------- | ------------------ |
| 1     | «پوريه پوريه پوريه ديسو - أعظم كارثة لنازرك» (ぷれぷれぷれあです – なざりっく最大の危機) | 30 أيلول 2016      |